# Aerangis fastuosa
Aerangis fastuosa là một loài lan.